# Karl-Heinrich Ostmeyer
Karl-Heinrich Ostmeyer (* 10. August 1967 in Paderborn) ist ein deutscher evangelischer Theologe und Professor für Neues Testament an der Technischen Universität Dortmund. Schwerpunkte seiner Forschung sind biblische Theologie und Zeitgeschichte des Neuen Testaments, einschließlich Studien zu Galiläa und zu antiken jüdischen Gebeten.

## Leben
Karl-Heinrich Ostmeyer studierte von 1989 bis 1995 Evangelische Theologie, Philosophie und Judaistik an der Universität Tübingen, der Hebräischen Universität Jerusalem und der Humboldt-Universität zu Berlin, an der er 1999 mit einer Doktorarbeit über Taufe und Typos. Elemente und Theologie der Tauftypologien in 1. Korinther 10 und 1. Petrus 3 promoviert wurde.
Anschließend habilitierte er sich im Juli 2003 an der Theologischen Fakultät der Universität Leipzig mit der Arbeit Kommunikation mit Gott und Christus. Sprache und Theologie des Gebetes im Neuen Testament. 2003–2005 war er Assistent an der Philipps-Universität Marburg bei Friedrich Avemarie (1960–2012). 2007–2008 führte ihn eine temporäre Professur an die Ben-Gurion-Universität des Negev, Beʾer Scheva, Israel. 2008–2015 war er Pfarrer der evangelischen Kirchengemeinde Bronnzell-Eichenzell bei Fulda.
Im April 2016 übernahm er die Vertretung der Professur für Evangelische Theologie und ihre Didaktik mit dem Schwerpunkt Neues Testament an der Technischen Universität Dortmund in der Fakultät für Humanwissenschaften und Theologie. Im August 2016 wurde er zum Universitätsprofessor ernannt. Von 2018 bis 2022 war er Direktor des Instituts für Evangelische Theologie an der Technischen Universität Dortmund.
Karl-Heinrich Ostmeyer ist Mitglied der Studiorum Novi Testamenti Societas (SNTS) sowie der Wissenschaftlichen Gesellschaft für Theologie (WGTh).

## Aktuelle Projekte

### Publikationen
- Kommentare zum Aristeasbrief und zum Gebet des Manasse.

### Ringvorlesung
- Mitbetreuung der Ringvorlesung „Mensch – künstliche Intelligenz“ an der Technischen Universität Dortmund im Sommersemester 2021.

## Veröffentlichungen

### Bücher
- Taufe und Typos. Elemente und Theologie der Tauftypologien in 1. Korinther 10 und 1. Petrus 3 (= Wissenschaftliche Untersuchungen zum Neuen Testament II/118). Tübingen: Mohr Siebeck, 2000.
- Kommunikation mit Gott und Christus. Sprache und Theologie des Gebetes im Neuen Testament (= Wissenschaftliche Untersuchungen zum Neuen Testament 197), Tübingen: Mohr Siebeck, 2006.
- Jüdische Gebete aus der Umwelt des Neuen Testaments. Ein Studienbuch. Text-Übersetzung-Einleitung (= Biblical Tools and Studies 37), Leuven: Peeters, 2019.
  - Rezension: Christfried Böttrich in Theologische Literaturzeitung 2020, Nr. 1, 51–54.
- Fußball – Kunst, Kultur, Religion. Elf akademische Beiträge rund um den Fußball. Hrsg. mit Alexander Block (= Dortmunder Beiträge zu Theologie und Religionspädagogik), Münster: LIT Verlag, 2020.
- Das Ziel vor Augen. Sport und Wettkampf im Neuen Testament und seiner Umwelt. Hrsg. mit Adrian Wypadlo (= Beiträge zur Wissenschaft vom Alten und Neuen Testament 226), Stuttgart: Kohlhammer, 2020.
- Die Briefe des Petrus und des Judas (= Die Botschaft des Neuen Testaments), Göttingen: Vandenhoeck & Ruprecht, 2021.

### Zeitschriften- und Buchbeiträge (Auswahl)
- Typos – weder Urbild noch Abbild. In: Ruben Zimmermann (Hrsg.): Bilder-Sprache verstehen. Interdisziplinäre Studien zur Hermeneutik figurativen Sprechens (= Übergänge, 38). Wilhelm Fink, München 2000, 217–238.
- Artikel „Typologie“, in BdVIII, vierte Auflage der RGG, Sp. 677f., 2005.
- Prayer as Demarcation: The Function of Prayer in the Gospel of John, in: Das Gebet im NT, Tagungsband: 3. ost-westliches Symposium europäischer Neutestamentler vom 4.–8. August 2007 im Bancoveanu-Kloster Sambata de Sus (Rumänien); hg. v. Hans Klein, Vasile Mihoc, Karl-Wilhelm Niebuhr in Verbindung mit Chr. Karakolis (= Wissenschaftliche Untersuchungen zum Neuen Testament 249), Tübingen 2009, 233–247.
- Wie die Moabiterin Ruth in den Stammbaum Jesu bei Matthäus einwanderte; in: Migrationsprozesse im ältesten Christentum, hg. v. Reinhard von Bendemann und Markus Tiwald (= Beiträge zur Wissenschaft vom Alten und Neuen Testament 218), Verlag W. Kohlhammer, Stuttgart 2018, 153–171.